# صوفي جرمين
ماري-صوفي جرمين (بالفرنسية: Sophie Germain) (1 أبريل 1776 – 26 يونيو 1831) هي عالمة رياضيات وفيزيائية وفيلسوفة فرنسية. على الرغم من المعارضة الأولية من قبل والديها والصعوبات التي شكلها المجتمع أمامها، نالت جيرمان تعليمها من الكتب المتوفرة في مكتبة والدها، من بينها كتب أويلر، ومن مراسلات مع علماء رياضيات شهيرين مثل لاغرانج وليجيندر وغاوس (باستخدام الاسم المستعار السيد لو بلان). وكانت واحدة من رواد نظرية المرونة وفازت بالجائزة الأولى من أكاديمية باريس للعلوم على المقالة التي كتبتها حول تلك المسألة.
قدم عملها حول مبرهنة فيرما الأخيرة أساسًا لعلماء الرياضيات الذين درسوا المسألة لمئة عام أخرى. وبسبب الأحكام المسبقة التي كان جنسها يتعرض لها، لم تتمكن جيرمان من بناء مسيرة مهنية في الرياضيات، إلا أنها عملت بشكل مستقل خلال حياتها. قبل وفاتها، كان غاوس قد أوصى بمنح جيرمان شهادة فخرية، غير أن ذلك لم يحصل قط. في 27 من شهر يونيو من عام 1831، توفيت جيرمان بعد إصابتها بسرطان الثدي. في الذكرى المئوية لميلادها، سُمي أحد الشوارع وإحدى المدارس على اسمها. وأنشأت أكاديمية باريس للعلوم جائزة صوفي جيرمان تكريمًا لها.

## نشأتها

### الأسرة
ولدت ماري صوفي جيرمان في منزل في ضاحية سان دوني في 1 من شهر أبريل من عام 1776 في باريس، فرنسا. ووفقًا لمعظم المصادر، كان والدها، أمبرو فرانسوا، تاجر حرير ثري، على الرغم من أن البعض يعتقد بأنه كان صائغًا. في عام 1789، انتخب كممثل عن البرجوازية في الجمعية العامة التي رآها تتحول إلى الجمعية التأسيسية. ولذلك يُفترض أن صوفي شهدت على العديد من القرارات التي اتخذها والدها وأصدقاؤه المتعلقة بالسياسة والفلسفة. يقترح جراي أن أمبرو فرانسوا أصبح، بعد إنهائه مسيرته السياسية، مدير مصرف، ولكن في كل الأحوال بقيت الأسرة ميسورة بما يكفي لدعم جيرمان خلال سنوات رشدها.
كانت لدى ماري صوفي شقيقة أصغر سنًا، أنجيليك أمبرو، وشقيقة أكبر سنًا، ماري مادلين. وكان اسم أمها أيضًا ماري مادلين، وهذه الوفرة من «الماريات» ربما كانت السبب وراء اختيار اسم صوفي. نشر ابن أخت جيرمان أرماند جاك لهيربيت، ابن ماري مادلين، بعض أعمال جيرمان بعد وفاتها.

### دخول عالم الرياضيات
حين كانت جيرمان تبلغ من العمر 13 عامًا، اقتحم سجن الباستيل، وأرغمها المناخ الثوري في المدينة على البقاء داخل منزلها. وبهدف الترفيه، وجهت أنظارها باتجاه مكتبة والدها. هنا وجدت كتاب جون إيتيين مونتيكلا تاريخ الرياضيات، وأثارت إعجابها قصته حول وفاة أرخميدس.
فكرت جيرمان في أن مادة كطرائق الهندسة، التي كانت تشير في تلك الفترة إلى حقل الرياضيات الصرفة بأكمله، جديرة بالدراسة بالنظر إلى أن أرخميدس كان مولعًا بها. فدرست كل كتاب في الرياضيات كان متوافرًا في مكتبة والدها، إلى درجة أنها تعلمت اللغتين اليونانية واللاتينية لكي تتمكن من قراءة أعمال كأعمال السير إسحاق نيوتن وليونهارد أويلر. وتمتعت أيضًا بقراءة كتاب رسالة في علم الحساب الذي ألفه إيتيان بيزو والحساب التفاضلي الذي ألفه جاك أنطوان جوزيف كوزين. لاحقًا، زار كوزين جيرمان في منزلها، وشجعها على مواصلة دراستها.
لم يحبذ والدا جيرمان ولعها المفاجئ بالرياضيات على الإطلاق، والذي كان يعتبر في تلك الفترة أمرًا غير لائق بامرأة. مع قدوم الليل، كانا يحرمانها من الملابس الدافئة ومن النار لإضاءة غرفة نومها لمحاولة تشتيتها عن دراستها، إلا أنه بعد مغادرتهما كانت تأخذ الشموع وتلف نفسها باللحاف، وتبدأ بدراسة الرياضيات. بعد فترة من الوقت، حتى والدتها بدأت بدعمها سرًا.

### المدرسة متعددة التقنيات
في عام 1794، حين كانت جيرمان تبلغ من العمر 18 عامًا، افتتحت المدرسة متعددة التقانات. بصفتها امرأة، منعت جيرمان من الحضور، إلا أن النظام الجديد للتعليم جعل «ملاحظات المحاضرة متاحة لجميع من يطلبها». تطلب المنهج الجديد أيضًا من الطلاب أن «يقدموا ملاحظات مكتوبة». حصلت جيرمان على ملاحظات المحاضرات وبدأت بإرسال عملها إلى جوزيف لويس لاغرانج، الذي كان عضوًا في الكلية. واستخدمت اسم طالب سابق، السيد أنطوان أوغست لو بلان، «خوفًا من الاستهزاء الذي كانت العالمات يتعرضن له»، حسبما أوضحت لاحقًا لغاوس. حين لاحظ لاغرانج ذكاء السيد لو بلان، طلب لقاءه، وبذلك أرغمت صوفي على إظهار هويتها الحقيقية. لحسن الحظ، لم يكن لدى لاغرانج مانع في كون جيرمان امرأة، وأصبح مرشدًا لها.

## الأعمال الأولى في نظرية العدد

### مراسلات مع ليجيندر
أثير اهتمام جيرمان في نظرية العدد في البداية في عام 1798 حين نشر أدريان ماري ليجيندر مقالة في نظرية الأعداد. بعد دراسة العمل، بدأت جيرمان مراسلات معه حول نظرية العدد، وفي وقت لاحق حول نظرية المرونة. أدرج ليجيندر بعض أعمال جيرمان في ملحق لطبعته الثانية من كتاب نظرية الأعداد، ووصفها بأنها شديدة الابتكار.

### المراسلات مع غاوس
تجدد اهتمام جيرمان بنظرية الأعداد حين قرأت عمل كارل فريدريك غاوس الهائل استفسارات حسابية. بعد 3 سنوات من العمل على التمارين ومحاولتها استخدام أدلتها على بعض المبرهنات، كتبت جيرمان، مرة أخرى تحت الاسم المستعار السيدة لو بلان، إلى المؤلف نفسه، الذين كان يصغرها سنًا بعام واحد. ناقشت الرسالة الأولى، التي يعود تاريخها إلى 21 من شهر نوفمبر من عام 1804، كتاب غاوس استفسارات حسابية وقدمت جزءًا من عمل جيرمان حول مبرهنة فيرما الأخيرة. في الرسالة، زعمت جيرمان أنها قد أثبتت مبرهنة n = p – 1، حيث تكون p عددًا أوليًا للصيغة p = 8k + 7. إلا أن برهانها كان يشتمل على افتراض ضعيف، ولم يشتمل رد غاوس على تعليق على برهان جيرمان.
في فترة قريبة من العام 1807 (تختلف المصادر)، خلال الحروب النابليونية، كان الفرنسيون يحتلون بلدة براونشفايغ الألمانية، حيث كان غاوس يعيش. كتبت جيرمان، التي كان القلق يساورها من أنها قد تعاني من المصير ذاته الذي عانى منه أرخميدس، إلى الجنرال بيرنيتي (جوزيف ماري)، صديق للأسرة، تطلب منه أن يتكفل بأمان غاوس. أرسل الجنرال بيرنيتي قائد الكتيبة للقاء غاوس شخصيًا ليرى إذا ما كان بأمان. كان غاوس بأمان كما اتضح، إلا أن ذكر اسم صوفي أصابه بارتباك.

بعد مرور 3 أشهر على الحادثة، أعلنت جيرمان هويتها الحقيقية لغاوس. ورد عليها:
كيف لي أن أصف ذهولي وإعجابي برؤية مراسلي المحترم السيد لو بلان يتحول إلى هذا الشخص الشهير ... حين تواجه امرأة، بسبب جنسها وعاداتنا وانحيازاتنا المسبقة، عوائق أكبر بكثير من العوائق التي يواجهها الرجال في التأقلم مع المشكلات الشائكة ل [نظرية الأعداد]، وتتمكن على الرغم من ذلك من تخطي هذه القيود وتستطيع اختراق ما هو خفي، فهي تمتلك دون شك أعظم شجاعة وموهبة استثنائية ونبوغًا عظيمًا.

## وصلات خارجية
- صوفي جرمين على موقع الموسوعة البريطانية (الإنجليزية)
- "صوفي جرمين", سِير عالمات الرياضيات, Agnes Scott College
- O'Connor، John J.؛ Robertson، Edmund F.، "صوفي جرمين"، تاريخ ماكتوتور لأرشيف الرياضيات
- صوفي جرمين في شجرة علماء الرياضيات
- هاهو ماذا وجدت:": خطة صوفي جرمين الكبيرة من أجل حلحلة معادلة فيرما الأخيرة 2007
- Part 1: An Attack on فيرما نسخة محفوظة 30 مارس 2008 على موقع واي باك مشين., Part 2: A Mathematical Tragedy نسخة محفوظة 12 أبريل 2008 على موقع واي باك مشين.
- Dubreil-Jacotin حول صوفي جرمين from MacTutor